# Нерівність Карлемана
Нерівність Карлемана — нерівність в математиці, названа ім'ям шведського математика Торстена Карлемана, який довів її в 1923 і використав для доведення теореми Денжу–Карлемана про квазі-аналітичні класи.
Дискретна версія
Якщо {\displaystyle a_{1},a_{2},a_{3},\dots } — послідовність невід'ємних дійсних чисел, то
{\displaystyle \sum _{n=1}^{\infty }\left(a_{1}a_{2}\cdots a_{n}\right)^{1/n}\leq \mathrm {e} \sum _{n=1}^{\infty }a_{n}.}
Константа {\displaystyle \mathrm {e} } (число Ейлера) в нерівності є оптимальною, тобто нерівність не буде справедливою для меншого числа. Нерівність є строгою якщо в послідовності є ненульові елементи.
Інтегральна версія
{\displaystyle \int _{0}^{\infty }\exp \left\{{\frac {1}{x}}\int _{0}^{x}\ln f(t)\,\mathrm {d} t\right\}\,\mathrm {d} x\leq \mathrm {e} \int _{0}^{\infty }f(x)\,\mathrm {d} x}
для будь-якої f ≥ 0.
Узагальнення
Узагальнення Леннарта Карлесона:
для будь-якої опуклої функції g із g(0) = 0, і будь-якого -1 < p < ∞,
{\displaystyle \int _{0}^{\infty }x^{p}\mathrm {e} ^{-g(x)/x}\,\mathrm {d} x\leq \mathrm {e} ^{p+1}\int _{0}^{\infty }x^{p}\mathrm {e} ^{-g'(x)}\,\mathrm {d} x.}
Перетворюється в нерівність Карлемана при p = 0.

## Доведення
Безпосереднє
З нерівності нерівності MA-MG для чисел {\displaystyle 1\cdot a_{1},2\cdot a_{2},\dots ,n\cdot a_{n}} маємо
{\displaystyle \mathrm {MG} (a_{1},\dots ,a_{n})=\mathrm {MG} (1a_{1},2a_{2},\dots ,na_{n})(n!)^{-1/n}\leq \mathrm {MA} (1a_{1},2a_{2},\dots ,na_{n})(n!)^{-1/n}}
де MG — середнє геометричне MA — середнє арифметичне. Формула Стірлінга: {\displaystyle n!\geq {\sqrt {2\pi n}}\,n^{n}\mathrm {e} ^{-n}} для {\displaystyle n+1} дає
{\displaystyle (n!)^{-1/n}\leq {\frac {\mathrm {e} }{n+1}}} for all {\displaystyle n\geq 1.}
Тому,
{\displaystyle MG(a_{1},\dots ,a_{n})\leq {\frac {\mathrm {e} }{n(n+1)}}\,\sum _{1\leq k\leq n}ka_{k}\,,}
отже
{\displaystyle \sum _{n\geq 1}MG(a_{1},\dots ,a_{n})\leq \,\mathrm {e} \,\sum _{k\geq 1}{\bigg (}\sum _{n\geq k}{\frac {1}{n(n+1)}}{\bigg )}\,ka_{k}=\,\mathrm {e} \,\sum _{k\geq 1}\,a_{k}\,,}
Нерівність Карлемана для ненульових чисел завжди є строгою, бо гармонічний ряд є розбіжним.
З використанням нерівності Гарді
{\displaystyle \sum _{n=1}^{\infty }\left({\frac {a_{1}+a_{2}+\cdots +a_{n}}{n}}\right)^{p}\leq \left({\frac {p}{p-1}}\right)^{p}\sum _{n=1}^{\infty }a_{n}^{p}}
для невід'ємних чисел {\displaystyle a_{1}}, {\displaystyle a_{2}},…  та {\displaystyle p>1},  заміняючи {\displaystyle a_{n}} на {\displaystyle a_{n}^{1/p}}, і спрямовуючи {\displaystyle p\to \infty }.